# Chris Norman
Christopher Ward Norman (Redcar, 25 oktober 1950) is een Britse zanger en gitarist. Hij is vooral bekend als leadzanger en ritmegitarist van de Britse softrockband Smokie en van het duet Stumblin' In uit 1978 met de Amerikaanse zangeres Suzi Quatro.

## Carrière
Met de opkomst van rock-'n-roll kreeg Norman zijn eerste gitaar toen hij zeven jaar oud was. Zijn toenmalige invloeden kwamen van artiesten als Elvis Presley, Little Richard en Lonnie Donegan. Destijds verhuisden zijn ouders regelmatig, waardoor Norman op maar liefst negen verschillende scholen terechtkwam. Uiteindelijk vestigden ze zich in Bradford. Toen hij 11 jaar was ontmoette hij Alan Silson en Terry Uttley op de St. Bede's Grammar School, met wie hij later de band Smokie vormde.
Norman en Silson raakten geïnspireerd door bands als The Beatles, The Rolling Stones en folkzanger Bob Dylan, waardoor ze bijna al hun vrije tijd bezig waren met het oefenen van liedjes op hun gitaren. Ze haalden Uttley en hun drummende vriend Ron Kelly over om samen een band te vormen. "The Yen", "Essence" en "Long Side Down" waren de eerste ideeën voor de bandnaam, waarna ze kozen voor de naam "The Elizabethans". Toen Ron Kelly de groep in 1973 verliet en werd vervangen door de drummer Pete Spencer, werd de naam Smokie gekozen.
Vanaf 1974 werd de band erg populair en gingen ze de hele wereld rond. De druk om de hele tijd van huis weg te zijn werd Norman aan het begin van de jaren 80 te veel, hierom besloot hij meer tijd te besteden aan het schrijven van nummers en ander werk in de studio. Norman en Spencer schreven onder andere voor Kevin Keegan (het nummer Head Over Heels in Love) en voor het Engels voetbalelftal, het nummer This Time (We'll Get It Right). Ook werkte hij samen met ABBA-zangeres Agnetha Fältskog op haar soloalbum Wrap Your Arms Around Me, Racey (als medeschrijver van Baby It's You), Donovan (achtergrondzang op het album Donovan) en The Heavy Metal Kids.
In 1978 brachten Norman en Suzi Quatro het duet Stumblin' In uit.
In 1986 stopte Norman bij Smokie en begon hij met zijn solocarrière, waarvan Midnight Lady het bekendste nummer werd. In 1994 werd hij benoemd tot "International Video Star of the Year" door CMT Europe.
In 2004 nam hij deel aan de Comeback Show op de Duitse televisiezender ProSieben en voerde hij het duet Stumblin' In uit met C. C. Catch. In de laatste aflevering werd hij vergezeld door Smokie. In 2021 is hij nog steeds te vinden in zijn studio en treedt hij op over de hele wereld. In het voorjaar van 2024 trad Norman live op in onder andere Duitsland ter promotie van zijn toen nieuwe cd Junction 55.

## Discografie

### Singles
| Lied                           | Verschijnen | Album                             | Hitlijsten | Hitlijsten | Hitlijsten  | Hitlijsten  | Hitlijsten    | Hitlijsten    | Hitlijsten | Hitlijsten |
| Lied                           | Verschijnen | Album                             | BE (VL)    | BE (VL)    | NL (Top 40) | NL (Top 40) | NL (Top 100)1 | NL (Top 100)1 | GB         | US         |
| Lied                           | Verschijnen | Album                             | Piek       | Weken      | Piek        | Weken       | Piek          | Weken         | Piek       | Piek       |
| ------------------------------ | ----------- | --------------------------------- | ---------- | ---------- | ----------- | ----------- | ------------- | ------------- | ---------- | ---------- |
| Stumblin' In (met Suzi Quatro) | 1978        | If You Knew Suzi... (Suzi Quatro) | 3          | 11         | 3           | 10          | 3             | 12            | 41         | 4          |
| Midnight Lady                  | 1986        | Some Hearts Are Diamonds          | 16         | 11         | 16          | 9           | 9             | 11            | —          | —          |

### NPO Radio 2 Top 2000
| Nummer met noteringen in de NPO Radio 2 Top 2000 | '99  | '00  | '01  |
| ------------------------------------------------ | ---- | ---- | ---- |
| Stumblin' In (met Suzi Quatro)                   | 1892 | 1693 | 1509 |

1. ↑  Een vetgedrukt getal geeft de hoogste notering aan.
2. ↑  Deze tabel is bijgewerkt tot en met de laatste editie (2024).

- Biblioteca Nacional de España: XX1528328
- Bibliothèque nationale de France: cb14027219s (data)
- Gemeinsame Normdatei: 134474651
- International Standard Name Identifier: 0000 0001 1476 5969
- Library of Congress Control Number: no98005266
- Nationale Bibliotheek van Letland: 000084415
- MusicBrainz: 197889a0-15b6-40bc-89b1-8859137bf823
- Nationale Bibliotheek van Tsjechië: xx0035326
- Nationale en Universitaire bibliotheek Zagreb: 000067789
- Nederlandse Thesaurus van Auteursnamen: 072701161
- Réseau des bibliothèques de Suisse occidentale: 02-A006352065
- Virtual International Authority File: 85519615
- WorldCat: E39PBJdMhxxrQFDX3FqvkVdbBP